# Annunciazione e santi
L'Annunciazione e santi è un dipinto a tempera su tavola (114x122 cm) di Filippino Lippi, databile al 1470-1475 circa e conservato nel Museo nazionale di Capodimonte a Napoli.

## Storia
Proveniente dal deposito allestito dalle truppe repubblicane francesi a Roma nella chiesa di San Luigi dei Francesi, giunse nelle Galleria Francavilla a Napoli nel 1801. Inizialmente venne attribuito al Ghirlandaio, ma ben presto fu riconosciuta come opera giovanile di Filippino Lippi, verso il 1475.

## Descrizione e stile
La scena dell'annunciazione si svolge nel giardino davanti alla casa di Maria, della quale si intravede il portico e la recinzione sullo sfondo. In primo piano, strette e vicine allo spettatore, si allineano le figure dell'Angelo Gabriele inginocchiato, porgendo il tipico giglio bianco, e di Maria in ginocchiata, che piega un braccio e reclina la testa in segno di umile accettazione. Ai lati di queste figure si trovano le figure di san Giovanni Battista e sant'Andrea, in piedi e assorti, senza prendere azione direttamente alla scena ma presenziando semplicemente all'evento.
L'opera dimostra molteplici influenze, sia del padre dell'artista, Filippo Lippi (soprattutto nello svolgimento dell'Annunciazione, tema ricorrente nella produzione paterna), sia di Sandro Botticelli, il collega leggermente più anziano nella cui ombra Filippino mosse i primi passi sulla scena artistica.
Sullo sfondo si riconosce una rara veduta di Firenze, che lega l'opera indissolubilmente a una committenza locale, sia pure non necessariamente destinata alla città, come ribadisce anche la presenza del Battista, patrono della città del giglio. Si riconoscono Santa Maria del Fiore e il Campanile di Giotto, il Bargello e la Badia.
La resa minuziosa degli elementi vegetali, come nel prato fiorito, è una costante nell'arte fiorentina del tardo Quattrocento, legata a un mai tramontato interesse naturalistico (risalente addirittura al gotico internazionale), ravvivato in anni recenti dal confronto con nuove opere dei Primitivi fiamminghi e dagli studi di Leonardo da Vinci.